# Parafia św. Antoniego w Kamieniu Wielkim
Parafia św. Antoniego w Kamieniu Wielkim – parafia rzymskokatolicka, terytorialnie i administracyjnie należąca do diecezji zielonogórsko-gorzowskiej, do dekanatu Kostrzyn nad Odrą. W parafii posługują księża diecezjalni. Została erygowana 6 stycznia 1959 roku. 
Terytorium parafii: Kamień Wielki,  Kamień Mały, Krześniczka,  Mościce.